# امرآباد (اراک)
امرآباد یا عمرآباد روستایی در دهستان مشک‌آباد بخش معصومیه شهرستان اراک استان مرکزی ایران است.

## جمعیت
بر پایه سرشماری عمومی نفوس و مسکن در سال ۱۳۹۵ جمعیت این روستا ۶۸۶ نفر (۲۶۰خانوار) بوده است.
...